# 南庚
南庚（なんこう）は殷朝の第17代王。名は子更。15代沃甲の子で先代祖丁の従弟。
初め庇に都したが、南の奄に遷都した事から諡号に南の字が付けられたとされる。 